# Enterbrain
Enterbrain (エンターブレイン), trước kia là Enterbrain, Inc. (株式会社エンターブレイン Kabushiki Gaisha Entāburein), là một nhà xuất bản và thương hiệu Nhật Bản của Kadokawa Future Publishing được thành lập vào ngày 30 tháng 1 năm 1987 với tên ASCII Film Co., Ltd. (アスキー映画株式会社 Asukī Eiga Kabushiki-gaisha). Tạp chí do Enterbrain xuất bản thường tập trung vào các trò chơi điện tử và giải trí máy tính cũng như trò chơi điện tử và hướng dẫn chiến lược. Ngoài ra, công ty xuất bản một bộ sưu tập nhỏ các sách tranh ảnh anime. Enterbrain có trụ sở tại Tokyo, Nhật Bản, với số vốn là 410 triệu yên. Chủ tịch hiện tại của Enterbrain là Hamamura Hirokazu.

## Các ấn phẩm của Enterbrain
- B's LOG: Tạp chí tập trung vào các game thủ nữ.
- TECH Win DVD: Tạp chí dành riêng cho người dùng PC. Nó đi kèm với hai đĩa CD-ROM có giá trị và thông tin.
- Tech Gian: Tạp chí CD-ROM tập trung vào trò chơi điện tử dành cho người lớn.
- Magi-Cu: Tạp chí truyện tranh giải trí trực quan seinen dựa trên các nhân vật trong trò chơi là nữ.
- Comic Beam : Comic Beam trước đây được gọi là ASCII Comic, là một tạp chí manga seinen có nhiều manga gốc.
- Harta (trước đây là Fellows! [2]): Một tạp chí seinen manga định kỳ bao gồm các câu chuyện manga gốc.
- Monthly Arcadia  (月刊 ア ル カ デ ィ ア): tạp chí hàng tháng năm 2000 tập trung vào các máy game thùng arcade. Nó được bắt đầu bởi cựu nhân viên của tạp chí game arcade hàng tháng Gamest  (ゲ ー メ ス ト) từ năm 1986 và được xuất bản bởi Shinseisha , Ltd. Arcadia cũng có các gợi ý về trò chơi và lời khuyên cho các trò chơi arcade mới nhất cũng như các báo cáo điểm cao từ các trò chơi điện tử Nhật Bản.
- Sarabure: Tạp chí đua ngựa.
- Famitsu Connect! On: Tạp chí tập trung vào các trò chơi điện tử trực tuyến.
- Logout Tabletalk RPG Series: Trò chơi nhập vai trên bàn.

## Phần mềm Enterbrain
- RPG Maker: một công cụ tạo trò chơi nhập vai
- Fighter Maker: một công cụ tạo trò chơi chiến đấu
- Sim RPG Maker: một công cụ tạo trò chơi RPG chiến thuật
- Shooter Maker (ja: シ ュ ー テ ィ ン グ ツ): một công cụ tạo trò chơi bắn súng
- IG Maker: tạo các trò chơi platformer, phiêu lưu và bắn súng. Cũng hỗ trợ tạo trò chơi cho máy Xbox 360.

## Trò chơi nhập vai trên bàn
- Alshard
- GAIA
- Blade of Arcana
- Inou Tsukai (異能使い lit. Users of strange powers?): một trò chơi nhập vai siêu anh hùng Nhật Bản lấy bối cảnh Nhật Bản hiện đại và bao gồm các yếu tố của thần thoại Nhật Bản như Yōkai.
- Night Wizard!
- Star Legend
- Tenra War
- Terra the Gunslinger
- Tokyo NOVA

## Trò chơi điện tử
- Panzer Front (1999)
- Tear Ring Saga (2001)
- Pallete (2001)
- Galerian: Ash (2002)
- Berwick Saga (2005)
- KimiKiss (2006)
- Amagami (2009)
- Earth Seeker (2011)
- Photo Kano (2012)

## Tiểu thuyết
Enterbrain phát hành light novels dưới tên hiệu Famitsu Bunko, được thành lập vào năm 1998 và nhắm vào đối tượng nam thanh niên trưởng thành. Họ cũng xuất bản ấn bản B's-LOG Bunko và B's-LOG Bunko Alice tập trung vào các cô gái và KCG Bunko tập trung vào thanh thiếu niên.
Enterbrain cũng xuất bản các bộ độc lập như Tanya Chiến Ký hoặc Overlord

## Anime
Busou Chuugakusei: Basket Army (2012) - anime ngắn và kịch âm thanh. Busou Chuugakusei là liên doanh đầu tiên trong dự án XXolution của Enterbrain, một sáng kiến đa phương tiện sẽ bao gồm manga, tiểu thuyết, anime, tranh minh họa, kịch bản, âm nhạc và các lĩnh vực khác.